# Enis Murati

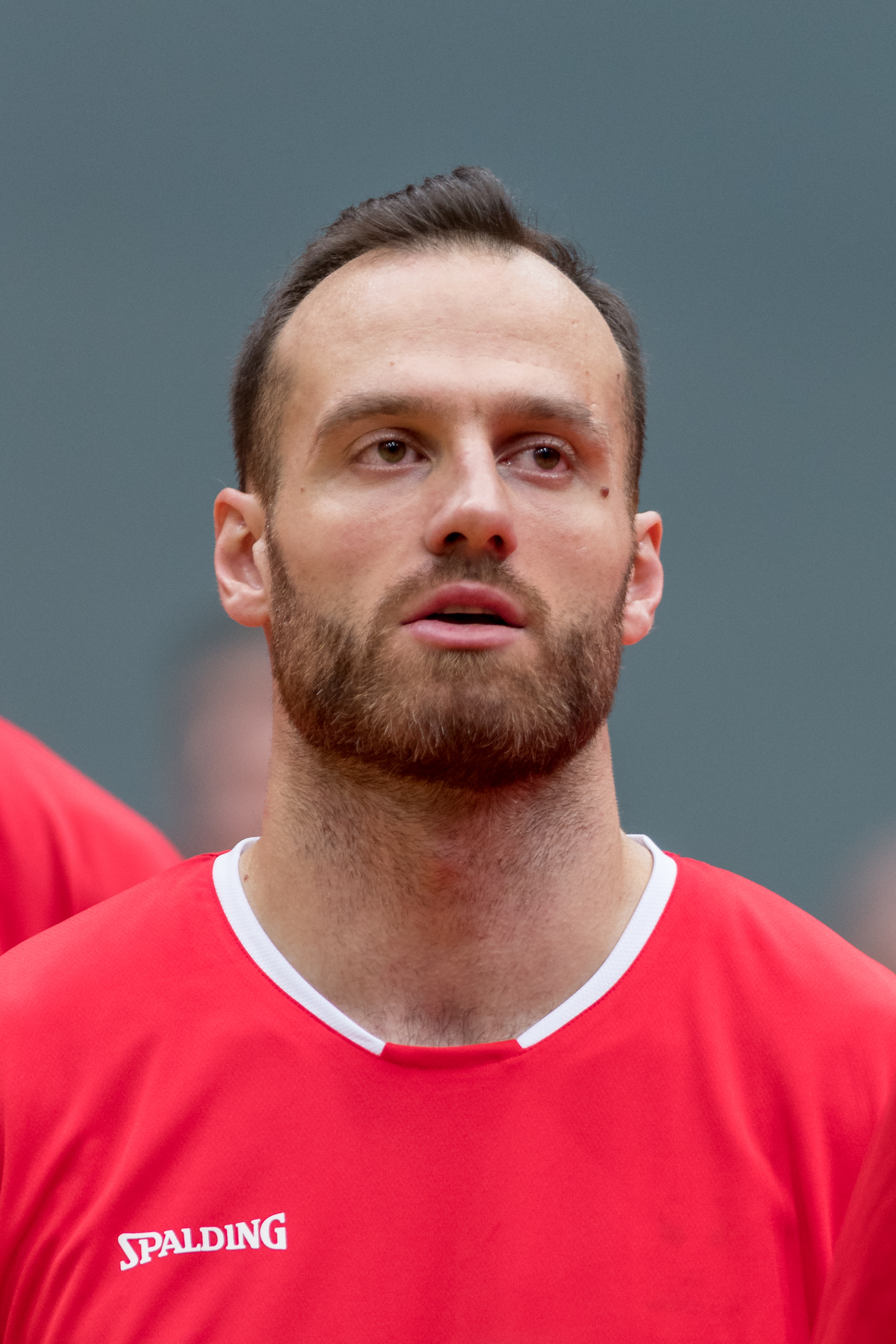
Enis Murati (2017)

Enis Murati (* 2. August 1988 in Pristina) ist ein österreichischer Basketballspieler kosovarischer Abstammung. Er ist 1,94 Meter groß und spielt auf der Flügelposition.

## Spielerlaufbahn
Murati, der 2006 nach Österreich kam, feierte im Verlauf der Saison 2006/07 erste Kurzeinsätze für die Basket Swans Gmunden in der österreichischen Bundesliga und trug zum Gewinn des Meistertitels bei. In den folgenden Jahren entwickelte er sich zum Leistungsträger der Mannschaft. 2010 und 2011 wurde Murati vom Internetportal eurobasket.com als derjenige Bundesligaspieler ausgezeichnet, der innerhalb einer Saison die beste Entwicklung genommen hat. 2010 gewann er mit Gmunden abermals den Meistertitel. 
Die Saison 2015/16 verbrachte Murati beim belgischen Erstligisten Leuven Bears. Zur Saison 2016/17 kehrte er nach Gmunden zurück. 2021 wurde Murati als wertvollster Spieler der Saison ausgezeichnet, nachdem er Gmunden zum Meistertitel geführt hatte und in 35 Saisonspielen im Schnitt 18,9 Punkte, 4,5 Rebounds sowie 2,6 Korbvorlagen verbucht hatte. Im Sommer 2021 kam er zum BC GGMT nach Wien, was von seinem neuen Verein als „Sensationstransfer“ bezeichnet wurde. Er errang mit der Mannschaft in der Saison 2021/22 den österreichischen Meistertitel sowie den Sieg im Pokalbewerb.
2023 wechselte er zur Spielform 3-gegen-3.

## Nationalmannschaft
2014 stand Murati erstmals im Aufgebot der österreichischen Nationalmannschaft, nachdem er im Vorjahr die österreichische Staatsbürgerschaft erhalten hatte. Er bestritt insgesamt 42 Länderspiele. Bei der 2024 auf der Kaiserwiese im Wiener Prater stattfindenden 3x3-Europameisterschaft gewann er gemeinsam mit Nico Kaltenbrunner, Toni Blazan und Fabio Söhnel den EM-Titel.

## Sonstiges
Murati hat an der Universität Salzburg ein Biologie-Studium durchlaufen.